# Cycliocyclus insigne
Cycliocyclus insigne är en rundmaskart. Cycliocyclus insigne ingår i släktet Cycliocyclus, och familjen Strongylidae. Arten är reproducerande i Sverige.